# General Atomics Aeronautical Systems

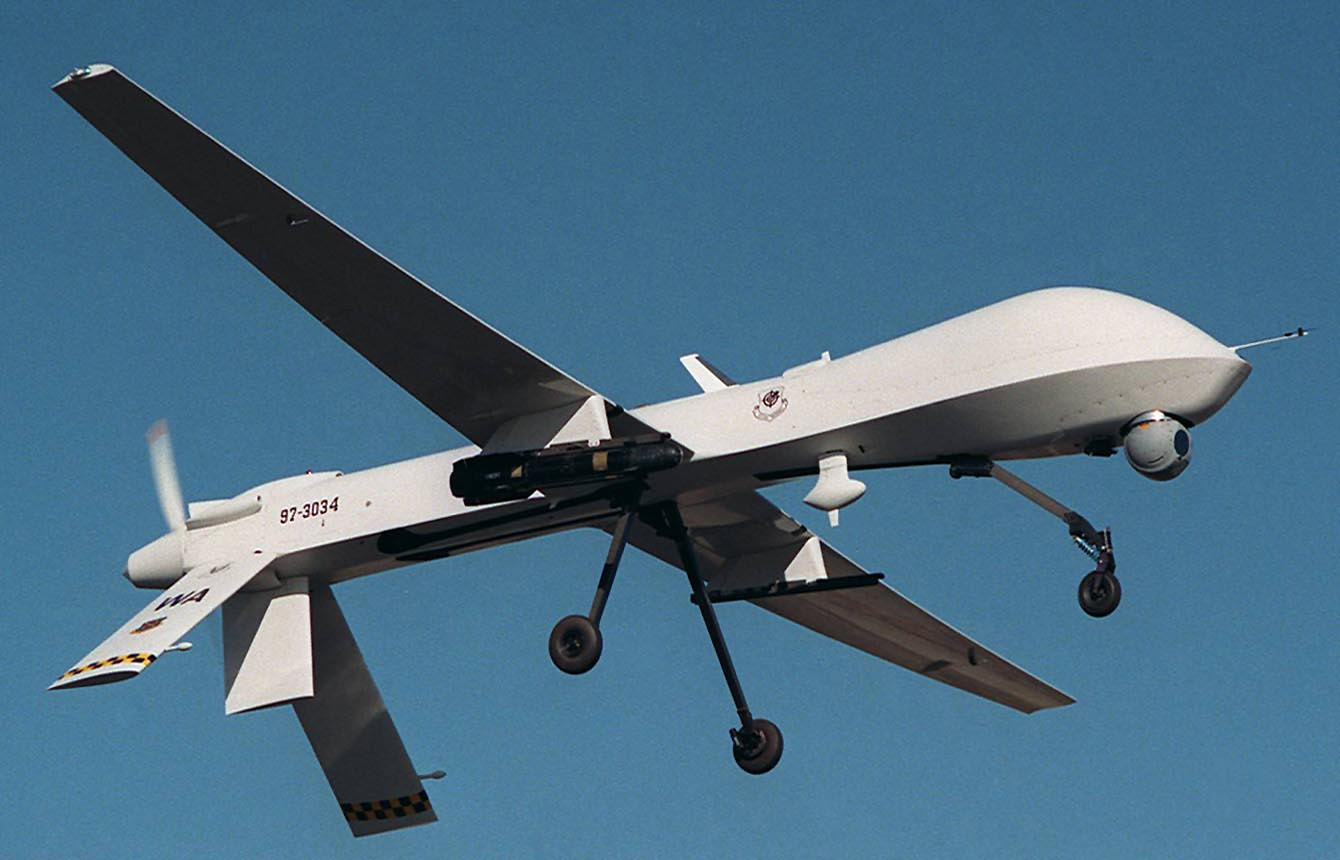
MQ-1 Predator uzbrojony w rakiety Hellfire

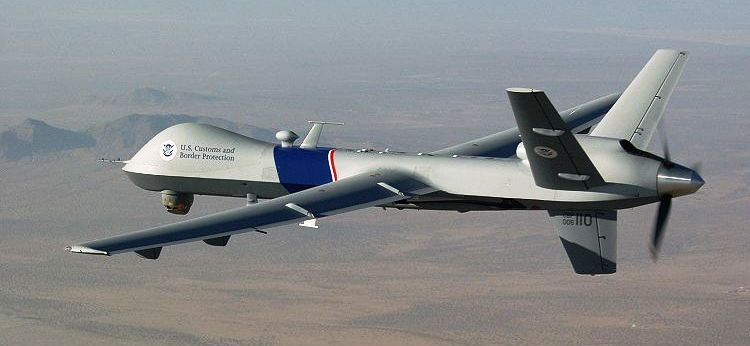
MQ-9 Reaper

General Atomics Aeronautical Systems, Inc. (GA-ASI)– amerykańskie przedsiębiorstwo przemysłu lotniczego będące oddziałem firmy General Atomics. Przedsiębiorstwo zajmuje się produkcją bezzałogowych aparatów latających, systemów radarowych i wyposażenia do zastosowań zarówno cywilnych jak i wojskowych. Siedziba i zakłady produkcyjne znajdują się w San Diego w Kalifornii. Przedsiębiorstwo zatrudnia ponad 5000 pracowników.
4 marca 2025 rząd chiński umieścił GA-ASI na liście podmiotów niepewnych.

## Oddziały firmy[2]
- Grupa Systemów Lotniczych – jedna z wiodących światowych firm zajmujących się konstrukcją i produkcją bezzałogowych aparatów latających, zajmuje się również szkoleniem pilotów jak i wsparciem działań prowadzonych z użyciem tych aparatów.
- Grupa Systemów Wywiadowczych – zajmuje się konstruowaniem i produkcją radarów, sensorów wysokiej rozdzielczości oraz wskaźników celów ruchomych; zarówno do samolotów pilotowanych jak i bezpilotowych.

## Wybrane produkty[3]

### Bezzałogowe aparaty latające
- General Atomics ALTUS
- General Atomics Avenger
- General Atomics GNAT
- General Atomics MQ-1 Predator
- General Atomics MQ-1C Grey Eagle
- General Atomics MQ-9 Reaper
- General Atomics Prowler

### Pozostałe
- Lasery Trident i Hellads
- System łączności i przekazywania danych GhostLink